# Muchomor cytrynowy

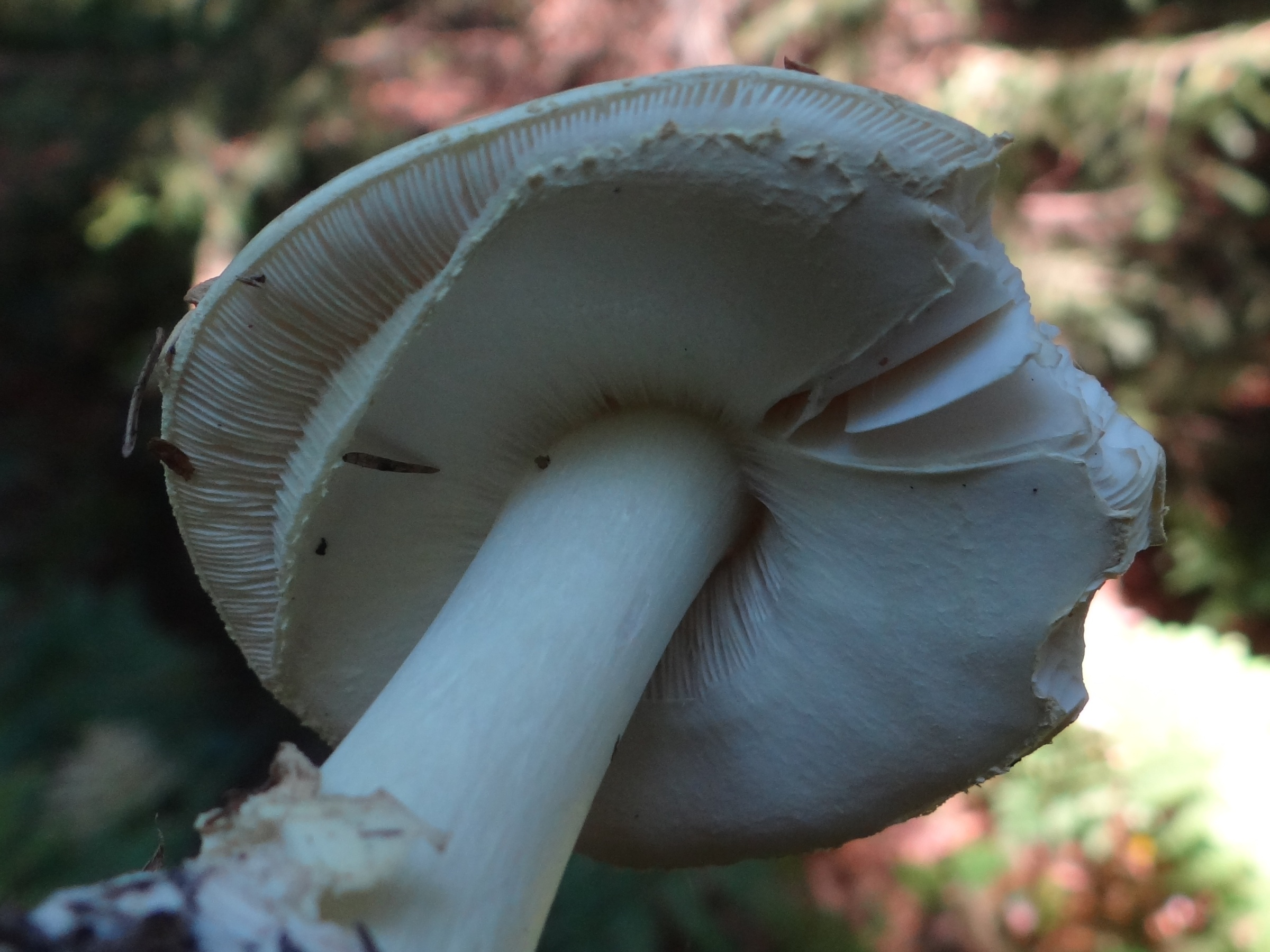
Pękająca osłona odsłania blaszki

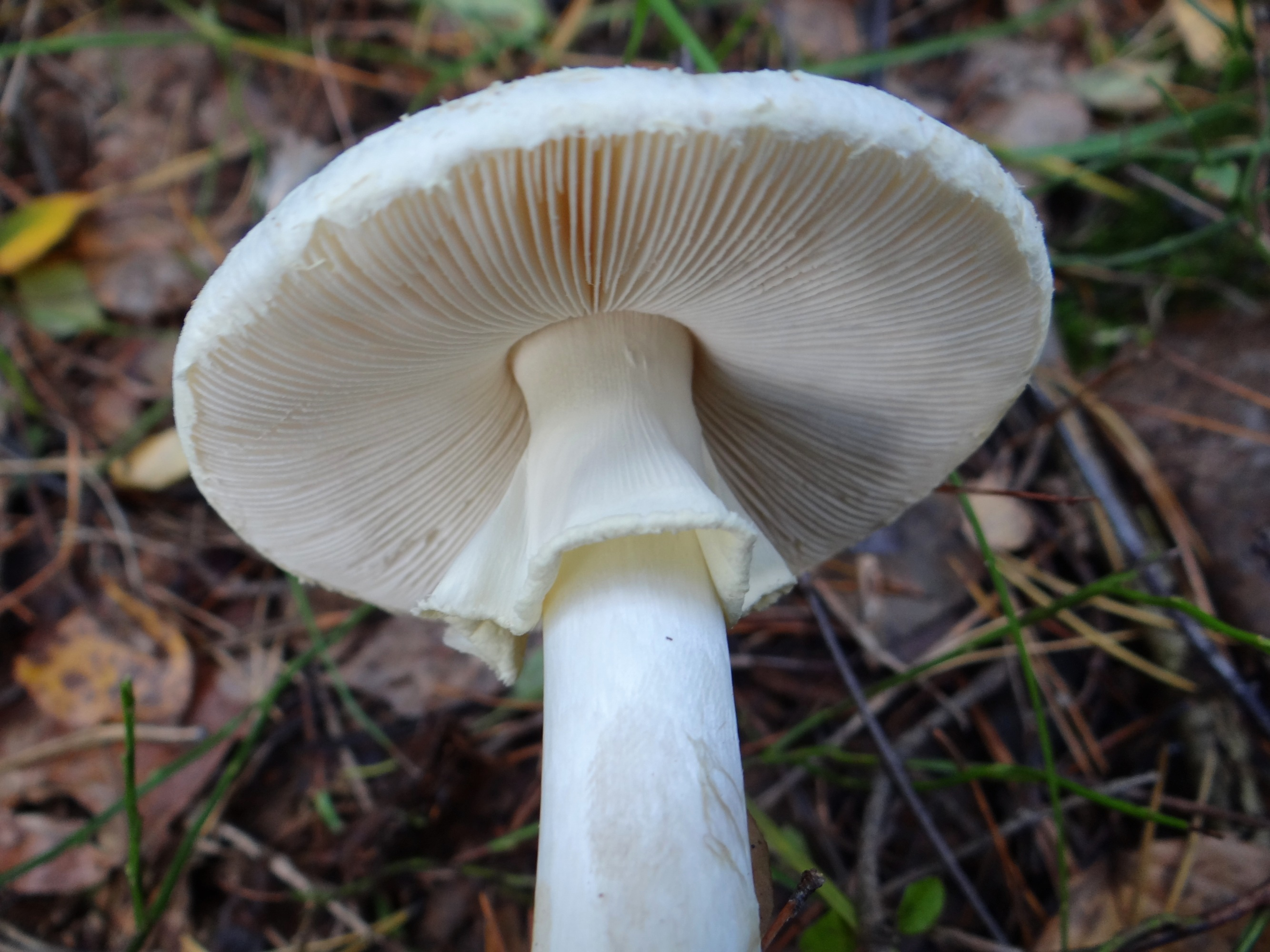
Pierścień powstały z resztek osłony

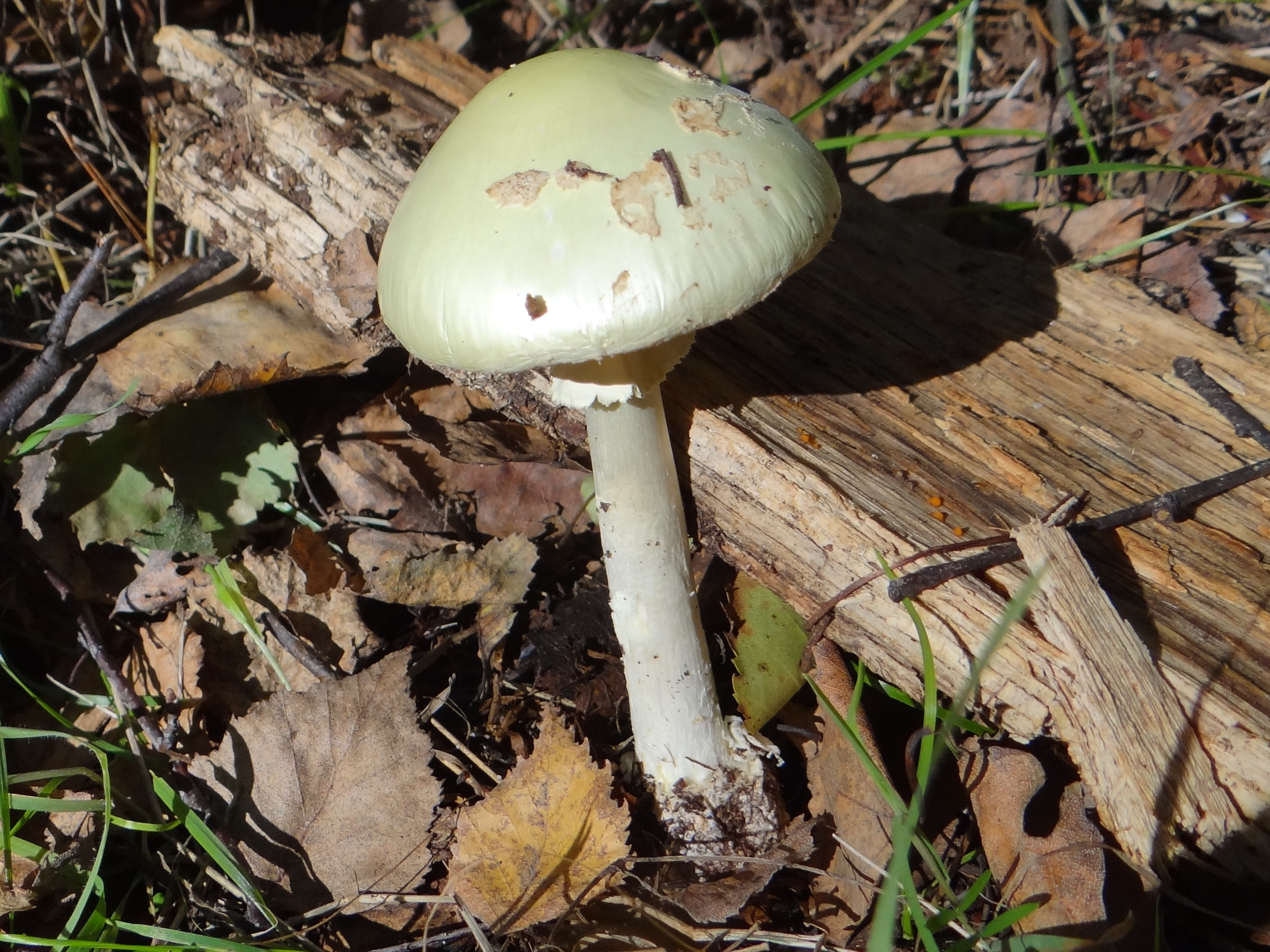

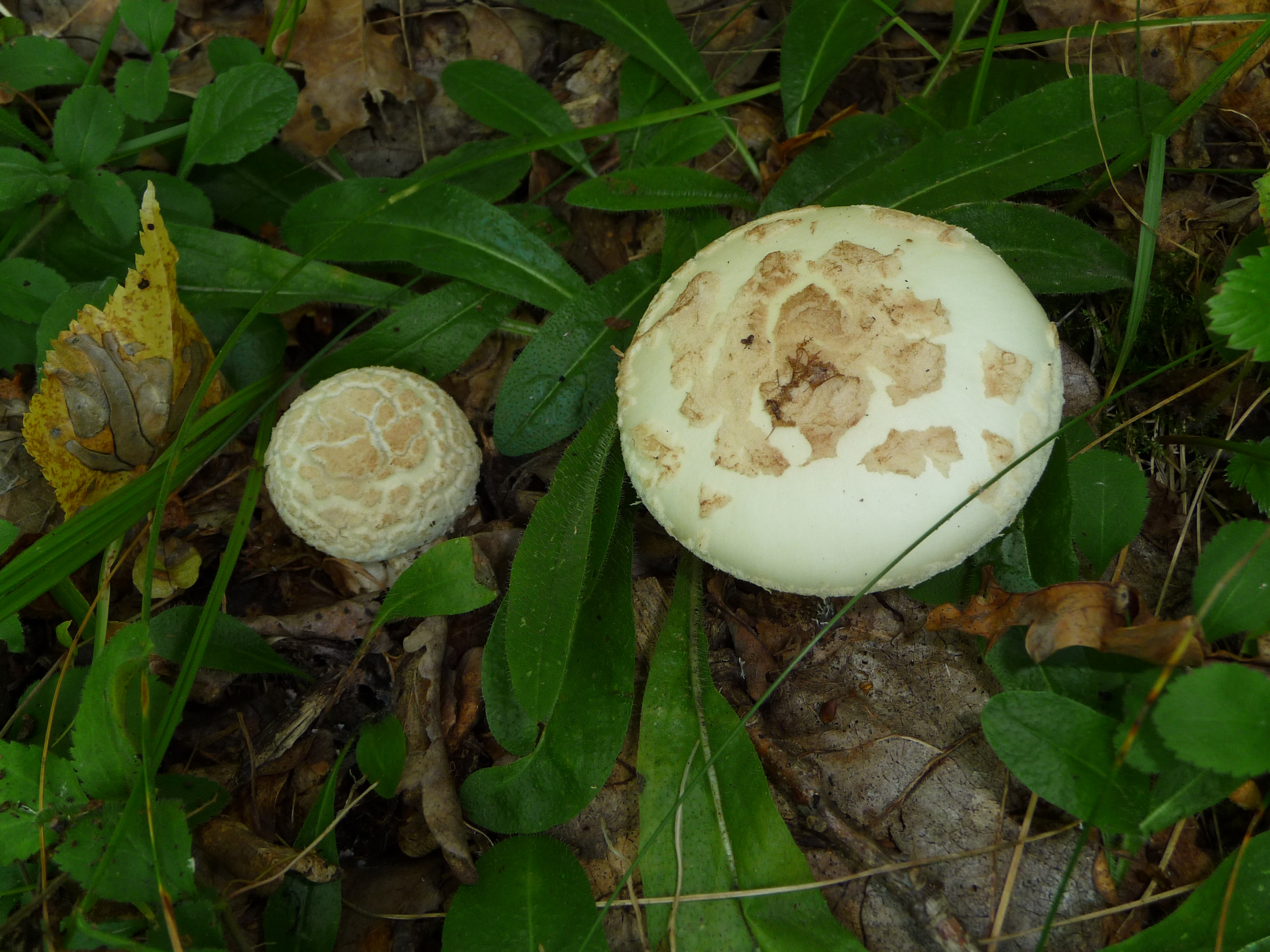

Muchomor cytrynowy (Amanita citrina Pers.) – gatunek grzybów należący do rodziny muchomorowatych (Amanitaceae).

## Systematyka i nazewnictwo
Pozycja w klasyfikacji według Index Fungorum: Amanita, Amanitaceae, Agaricales, Agaricomycetidae, Agaricomycetes, Agaricomycotina, Basidiomycota, Fungi.
Po raz pierwszy takson ten zdiagnozował w 1774 r. Jacob Christian Schäffer nadając mu nazwę Agaricus citrinus. Obecną, uznaną przez Index Fungorum nazwę nadał mu w 1797 r. Christiaan Hendrik Persoon, przenosząc go do rodzaju Amanita.
Synonimów naukowych ma ponad 40. Niektóre z nich:

- Agaricus citrinus Schaeff. 1762
- Agaricus mappa Batsch 1783
- Agaricus mappa Willd. 1787
- Amanita bulbosa var. citrina (Schaeff.) Gillet 1874
- Amanita citrina var. alba (Gillet) Rea 1922
- Amanita citrina (Schaeff.) Pers. 1797 var. citrina
- Amanita citrina var. mappa (Batsch) Pers. 1801
- Amanita citrina ß mappalis Gray 1821
- Amanita mappa (Batsch) Bertill. 1866
- Amanita mappa var. citrina (Schaeff.) Rea 1922
- Amanitina citrina (Schaeff.) E.-J. Gilbert 1948

Nazwę polską muchomor cytrynowy podał Stanisław Domański w 1955 r. W polskim piśmiennictwie mykologicznym gatunek ten opisywany był też jako muchomor płowy, muchomor sromotnikowy (odmiana cytrynowa), muchomor żółty. Inne nazwy regionalne: muchomor żółtawy, muchomor bulwiasty, muchar, muchoraj.

## Morfologia
Kapelusz
Mięsisty, o średnicy 5–10 cm, bladożółtawy, rzadziej żółtozielonkawy na początku półkolisty, później płaski. Na jego powierzchni znajdują się nieliczne łatki o różnych rozmiarach. Za młodu cały kapelusz otoczony jest osłoną. Podczas wzrostu owocnika ulega ona rozerwaniu. Z dolnej części powstaje pierścień na trzonie, z górnej łatki na kapeluszu, które podczas deszczu często ulegają zmyciu.
Blaszki
Na młodych owocnikach białe, na starszych żółtobiałe, gęsto ustawione, przy trzonie nie przyrośnięte. 
Trzon
Cienki (1–2 cm) i wysoki (5–15 cm), walcowaty, łatwo oddzielający się od kapelusza. Jest biały lub żółtobiały, zwężający się ku górze. Na bulwiastej nasadzie trzonu występuje krótka pochwa o grubości do 4 cm i postrzępionych, nierównych brzegach. Na trzonie występuje żółtawy pierścień, u dojrzałych okazów obwiśnięty.
Miąższ
Biały, kruchy, o łagodnym smaku i zapachu surowych ziemniaków. Nie zmienia barwy po przełamaniu.
Wysyp zarodników
Biały. Zarodniki gładkie o średnicy 7–10 μm.

## Występowanie i siedlisko
Występuje na obszarach o umiarkowanym klimacie w Azji, Ameryce Północnej i Europie oraz w Australii. W Polsce jest bardzo pospolity.
Rośnie w różnego typu lasach, szczególnie na terenach piaszczystych i na glebach kwaśnych. Owocniki pojawiają się od lipca do listopada.

## Znaczenie
Grzyb mikoryzowy. Grzyb niejadalny lub lekko trujący. Przez niektórych uważany jest za lekko toksyczny dla człowieka. Zawiera bufoteninę. Jest to ta sama substancja, która występuje w jadzie wydzielanym przez ropuchy, ale przy doustnym spożyciu dla ludzi jest nieszkodliwa. Muchomor cytrynowy jednak i tak nie nadaje się do spożycia ze względu na nieprzyjemny smak. Odradza się też jego zbieranie ze względu na możliwość pomyłki ze śmiertelnie trującym muchomorem zielonawym.

## Gatunki podobne
Jest bardzo podobny do muchomora jadowitego (Amanita virosa) oraz muchomora zielonawego zwanego też sromotnikowym (Amanita phalloides). Obydwa te gatunki są śmiertelnie trujące. Szczególnie łatwo można pomylić okazy muchomorów cytrynowych, z kapeluszy których deszcz zmył łatki.